# 納什嶺
74°17′S 163°0′E / 74.283°S 163.000°E
納什嶺（英語：Nash Ridge）是南極洲的山嶺，位於維多利亞地的斯科特海岸，長18公里、寬9公里，屬於艾森豪山脈的一部分，美國地質調查局根據測量和該國海軍的空中照片繪入地圖，現時由南極條約體系管理。